# August Wilmanns

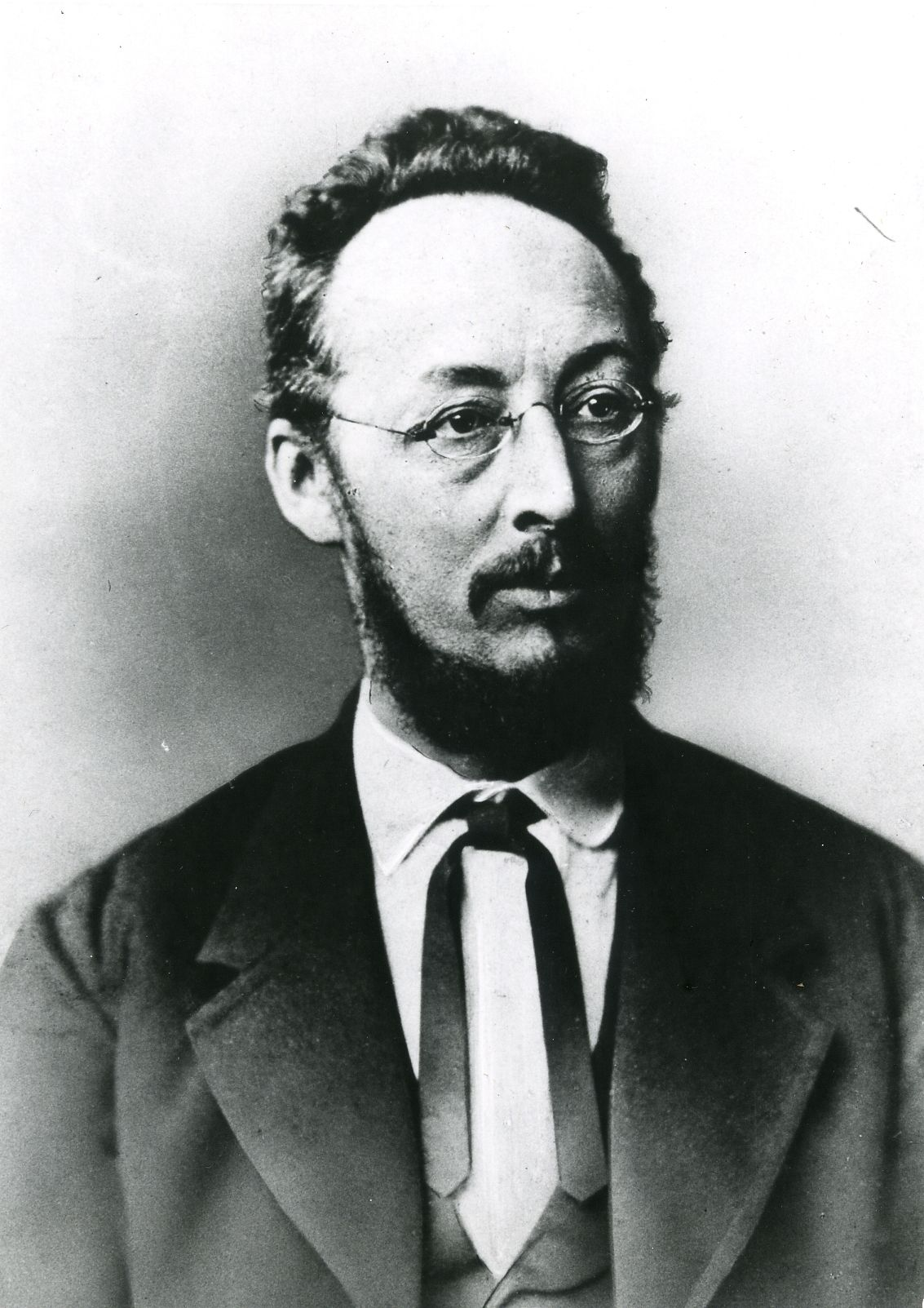
August Wilmanns

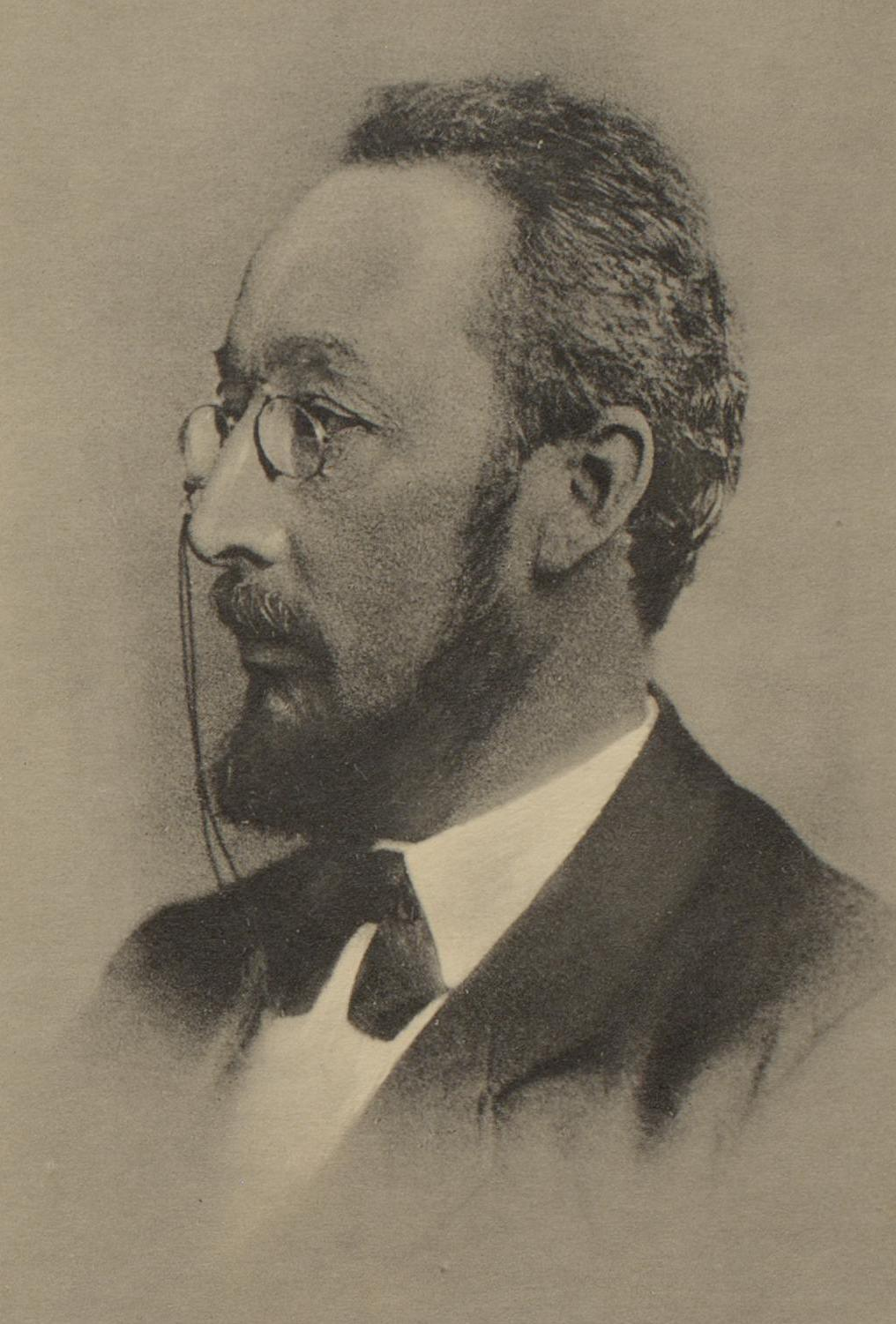
August Wilmanns

August Wilmanns (* 25. März 1833 in Vegesack bei Bremen; † 27. Oktober 1917 in Berlin) war ein deutscher Bibliothekar und Klassischer Philologe.

## Leben
August Wilmanns entstammt der hanseatischen Kaufmanns- und Gelehrtenfamilie Wilmanns; sein Vater war Arzt und sein Großvater August Christian Wilmanns Amtmann in Vegesack bei Bremen. Er studierte Klassische Philologie an der Universität Bonn, wo er auch Mitglied der Burschenschaft Alemannia Bonn war, und wurde am 3. August 1863 mit einer Arbeit über Varro promoviert. 1865 bis 1869 hielt er sich als Erzieher der Kinder des preußischen Gesandten beim Vatikan in Rom auf. 
Am 26. Januar 1870 wurde er als erster hauptamtlicher Leiter Oberbibliothekar der Universitätsbibliothek Freiburg. Am 9. Juli 1870 wurde er an der Universität Freiburg für Klassische Philologie habilitiert und Privatdozent, am 11. Februar 1871 dort zum außerordentlichen Professor ernannt. Schon zum 6. März 1871 wurde er ordentlicher Professor für Klassische Philologie in Innsbruck, zum 1. April 1873 in Kiel und zum 1. April 1874 in Königsberg. Dort leitete er auch die Universitätsbibliothek als Oberbibliothekar. 
1875 bis 1886 war er Oberbibliothekar der Universitätsbibliothek Göttingen, die ihm zahlreiche Reformen verdankt, und Professor für Klassische Philologie an der Universität Göttingen. Vom 6. Januar 1886 bis zum 1. Oktober 1905 leitete Wilmanns die Königliche Bibliothek in Berlin als Generaldirektor, die unter seiner Leitung einen bedeutenden Aufschwung nahm.
August Wilmanns starb 1917 im Alter von 84 Jahren in Berlin und wurde auf dem Alten St.-Matthäus-Kirchhof in Schöneberg beigesetzt. Das Grab ist nicht erhalten geblieben.
Die Handschriften und Inkunabeln aus seinem Besitz vermachte Wilmanns der Staatsbibliothek in Berlin, seine Privatbibliothek mit mehr als 4000 Bänden erwarb 1918 die Universitätsbibliothek Freiburg von seinem Neffen Alfred Gercke, Professor für Klassische Philologie in Breslau.

## Schriften (Auswahl)
- Dr. Gustav Löwe: Nekrolog. In: Zentralblatt für Bibliothekswesen. Band 1 (1884), S. 190–197 (mit Schriftenverzeichnis) (online).